# Hettie Macdonald
Hettie Macdonald (1962) is een Brits toneel-, televisie- en filmregisseur.

## Biografie
Hettie Macdonald studeerde eerst Engels aan de Universiteit van Bristol en volgde daarna een opleiding tot regisseur aan het Royal Court Theatre in Londen. Daarna werkte ze als theaterregisseur in Engeland, waar ze in 1996 haar filmdebuut maakte met Beautiful Thing, de verfilming van een toneelstuk dat ze eerder in het theater had geregisseerd. de "coming-out"-film was internationaal succesvol maar pas in 2023 volgde haar tweede film, de boekverfilming The Unlikely Pilgrimage of Harold Fry. Ze vestigde zich als een veelgevraagd regisseur in de Britse televisiewereld. In 2007 regisseerde ze de, met een Hugo Award bekroonde, Doctor Who-aflevering Don't Blink en in 2015 regisseerde ze ook drie afleveringen. Ook regisseerde ze de maatschappijkritische televisiefilm White Girl in 2008 en de miniserie Howard's End, een verfilming van de gelijknamige roman van E.M. Forster.

## Filmografie

### Speelfilms
- The Unlikely Pilgrimage of Harold Fry (2023)
- Beautiful Thing (1996)

### Televisie
- Normal People (2020, 6 afleveringen)
- Howards End (2017, 4 afleveringen)
- Fortitude (2015-2017, 6 afleveringen)
- The Tunnel (2013, 2 afleveringen)
- Hit & Miss (2012, 3 afleveringen)
- Law & Order: UK (2010, 1 aflevering)
- Wallander (2010, 1 aflevering)
- The Fixer (televisieserie) (2008, 2 afleveringen)
- White Girl (2008, tv-film)
- Doctor Who (2007-2015, 3 afleveringen)
- Banglatown Banquet (2006, tv-film)
- Agatha Christie's Poirot (2005-2013, 2 afleveringen)
- Servants (2003, 3 afleveringen)
- In a Land of Plenty (2001, miniserie)
- Casualty (1997, 2 afleveringen)

### Theater (selectie)
- On Insomnia and Midnight (2006)
- M.A.D. (2004)
- Top Girls (2002)
- She Stoops to Conquer (2002)
- The Storm (1998)
- Hey Persephone! (1998)
- The Northern Fox (1997)

## Prijzen en nominaties
De belangrijkste:
| Jaar | Prijs                                   | Categorie                     | Film               | Uitslag     |
| ---- | --------------------------------------- | ----------------------------- | ------------------ | ----------- |
| 2018 | British Academy Television Awards       | Beste miniserie               | Howards End        | Genomineerd |
| 2013 | British Academy Television Craft Awards | Beste regisseur - fictie      | Hit & Miss         | Genomineerd |
| 2009 | British Academy Television Awards       | Beste dramafilm               | White Girl         | Gewonnen    |
| 2008 | Hugo Award                              | Beste dramatische presentatie | Blink (Doctor Who) | Gewonnen    |